# Gobiodon brochus
Gobiodon brochus is een straalvinnige vissensoort uit de familie van grondels (Gobiidae). De wetenschappelijke naam van de soort is voor het eerst geldig gepubliceerd in 1999 door Harold & Winterbottom.